# FC Prishtina Bern 1990
Der FC Prishtina Bern wurde im Jahr 1990 von albanischen Einwanderern, insbesondere aus dem Kosovo, in Bern gegründet. Der Verein diente ursprünglich als Treffpunkt für die albanische Gemeinschaft und entwickelte sich schnell zu einem der wichtigsten Vereine in der Region Bern, der eng mit der kosovarischen Diaspora verbunden ist.
Der Name des Vereins ist eine Hommage an die Stadt Prishtina, die Hauptstadt des Kosovos. Die Vereinsgründer wollten damit ihre Verbundenheit zu ihrer Heimatstadt ausdrücken und gleichzeitig die kosovarische Kultur und Gemeinschaft in der Schweiz fördern.

## Sportliche Entwicklung
Der FC Prishtina Bern begann seine Reise in den unteren Ligen des Schweizer Fussballs und arbeitete sich im Laufe der Jahre kontinuierlich nach oben. Durch eine starke Nachwuchsarbeit und gezielte Verstärkungen konnte sich der Verein in den regionalen Ligen behaupten.
2015 stieg der Verein in die 2. Liga regional, die sechsthöchste Spielklasse der Schweiz, und in der darauffolgenden Saison 2015/16 als Meilenstein in der Geschichte des FC Prishtina Bern in die 2. Liga interregional auf. Seitdem etablierte sich der Verein in dieser Liga, mit einer Unterbrechung in den Saisons 2019/20 und 2020/21 in der 2. Liga regional. 2021 stieg er zurück in die 2. Liga interregional auf. Ende 2023 stand er kurz vor Saisonende wieder auf einem Abstiegsplatz und schaffte den Ligaerhalt erst im letzten Moment. In der folgenden Sommerpause rüstete er stark auf und schaffte 2024 unter dem damaligen Trainer und heutigen Co-Trainer Hansruedi Baumann als vorläufigen Höhepunkt in der Geschichte des Clubs den Aufstieg in die 1. Liga Classic, die vierthöchste Spielklasse der Schweiz.
Der Verein ist bekannt für seine leidenschaftlichen Fans, die ihn bei Heim- und Auswärtsspielen unterstützen. Insbesondere die Spiele gegen lokale Rivalen ziehen viele Zuschauer an und sind oft sehr stimmungsvoll.

## Soziale und kulturelle Bedeutung
Der FC Prishtina Bern hat neben seinen sportlichen Erfolgen auch eine grosse soziale und kulturelle Bedeutung. Der Verein fördert die Integration und das Miteinander in der multikulturellen Stadt Bern. Zudem engagiert er sich in verschiedenen sozialen Projekten, die vor allem die Jugend fördern und Menschen mit Migrationshintergrund unterstützen.
Der Verein organisiert regelmässig kulturelle Veranstaltungen, um die albanische Kultur und die albanischen Traditionen zu pflegen und einem breiteren Publikum näherzubringen. Dies hat dazu beigetragen, dass der FC Prishtina Bern in der Region nicht nur als Fussballverein, sondern auch als kulturelle Institution wahrgenommen wird.

## Nachwuchsarbeit
Ein besonderer Schwerpunkt des Vereins liegt auf der Nachwuchsarbeit. Der FC Prishtina Bern betreibt mehrere Jugendmannschaften und legt grossen Wert darauf, junge Talente zu fördern und ihnen eine Perspektive im Fussball zu bieten. Viele Spieler, die ihre Karriere beim FC Prishtina Bern begonnen haben, spielen mittlerweile in höheren Ligen oder haben, wie beispielsweise Edon Zhegrova und Enis Gavazaj, den Sprung in den Profifussball geschafft.

## Trainer
- 2018–2020: Johan Berisha
- 2020–2023: Hansruedi Baumann[6]
- 2023–2023: Ervin Gashi
- 2024–2024: Julien Ceccon (mit Hansruedi Baumann als Co-Trainer)[7]
- 2024-heute: Ervin Gashi